# Кизито
Кизито (луганда Kizito; 1872, Буганда — 3 июня 1886, Намугонго, Буганда) — святой Католической Церкви, один из угандийских мучеников.

## Биография
Кизито родился около 1872 года в королевстве Буганда (территория современной Уганды). Его отец принадлежал к клану мбамба, а мать — к клану фумбе. Карл Луанга несколько раз спасал Кизито от растления королём. 25 мая 1886 года Кизито вместе с четырьмя другими катехуменами был крещён. Таинство совершал Карл Луанга. Имя, данное Кизито при крещении, осталось неизвестным. В том же году в Намугонго король (кабака) Мванга II сжёг заживо несколько десятков угандийских христиан, самым младшим из которых стал Кизито, принявший смерть «смеясь и непринуждённо болтая».

## Прославление
В 1920 году Кизито был причислен к лику блаженных папой Бенедиктом XV, а 18 октября 1964 года канонизирован папой Павлом VI.
День памяти в Католической Церкви — 3 июня.
Кизито считается святым покровителем детей и начальных школ.